# 알파-아미노뷰티르산
α-아미노뷰티르산은 화학식이 C4H9NO2인 단백질비생성성 α-아미노산이다. 생화학에서는 호모알라닌이라고도 알려져 있다. 직선형의 2탄소 곁사슬은 알라닌보다 탄소수가 1개가 더 많기 때문에 접두사 "호모-(homo-)"를 붙인다.
α-아미노뷰티르산은 아이소류신 생합성의 대사산물인 케토뷰티르산을 아미노기 전이시켜 생합성된다. α-아미노뷰티르산은 비리보솜 펩타이드 생성효소에 의해 사용된다. α-아미노뷰티르산을 함유하고 있는 비리보솜 펩타이드의 한 예는 송아지의 수정체에서 처음으로 분리된 오프탈민산이다.
α-아미노뷰티르산은 아미노뷰티르산의 3가지 이성질체들 중 하나이다. 다른 2가지 이성질체는 신경전달물질인 γ-아미노뷰티르산(GABA)와 식물내병성을 유발하는 것으로 알려진 β-아미노뷰티르산(BABA)이다.
α-아미노뷰티르산의 짝염기는 카복실산염인 α-아미노뷰티르산염(영어: α-aminobutyrate)이다.

## 같이 보기
- 아미노뷰티르산
- β-아미노뷰티르산 (BABA)
- γ-아미노뷰티르산 (GABA)